# Copa Sudamericana 2019
Die Copa Sudamericana 2019 war die 18. Ausspielung des nach der Copa Libertadores zweitwichtigsten südamerikanischen Fußballwettbewerbs für Vereinsmannschaften. Wie im Vorjahr nahmen insgesamt 54 Mannschaften aus den 10 Mitgliedsverbänden der CONMEBOL teil, darunter 10 ausgeschiedene Mannschaften aus dem laufenden Wettbewerb der Copa Libertadores 2019. Zum dritten Mal wurde der Wettbewerb auch analog zur Libertadores 2019 über das ganze Kalenderjahr ausgetragen. Aus Argentinien und Brasilien qualifizierten sich jeweils sechs, aus den übrigen 8 Ländern jeweils 4 Teilnehmer direkt für den Wettbewerb.
Sieger des Wettbewerbs wurde die Independiente del Valle aus Ecuador. Erstmals wurde das Finale nicht aufgeteilt in Hin- und Rückspiel ausgetragen, sondern in einer einzigen Partie. Austragungsort war das Estadio General Pablo Rojas in Asunción.

## Teilnehmer
| Land                      | Verein                                 | Qualifikationsgrund                                                                                            | Ergebnis         |
| ------------------------- | -------------------------------------- | --- | ---------------- |
| Argentinien 6 Startplätze | CA Independiente                       | Bestes nicht für die Copa Libertadores qualifiziertes Team der Primera División 2017/18                        | Viertelfinale    |
| Argentinien 6 Startplätze | Racing Club                            | Zweitbestes nicht für die Copa Libertadores qualifiziertes Team der Primera División 2017/18                   | 1. Runde         |
| Argentinien 6 Startplätze | CSD Defensa y Justicia                 | Drittbestes nicht für die Copa Libertadores qualifiziertes Team der Primera División 2017/18                   | 1. Runde         |
| Argentinien 6 Startplätze | Unión de Santa Fe                      | Viertbestes nicht für die Copa Libertadores qualifiziertes Team der Primera División 2017/18                   | 1. Runde         |
| Argentinien 6 Startplätze | CA Colón                               | Fünftbestes nicht für die Copa Libertadores qualifiziertes Team der Primera División 2017/18                   | Zweitplatzierter |
| Argentinien 6 Startplätze | Argentinos Juniors                     | Sechstbestes nicht für die Copa Libertadores qualifiziertes Team der Primera División 2017/18                  | Achtelfinale     |
| Bolivien 4 Startplätze    | Royal Pari FC                          | Dritter Platz des Torneo Clausura 2018                                                                         | Achtelfinale     |
| Bolivien 4 Startplätze    | Oriente Petrolero                      | Sechster Platz der Gesamttabelle der Primera División 2018                                                     | 1. Runde         |
| Bolivien 4 Startplätze    | Nacional Potosí                        | Siebter Platz der Gesamttabelle der Primera División 2018                                                      | 1. Runde         |
| Bolivien 4 Startplätze    | Club Deportivo Guabirá                 | Sieger des Play-Offs des Torneo Apertura 2018                                                                  | 1. Runde         |
| Brasilien 6 Startplätze   | Botafogo FR                            | Bestes nicht für die Copa Libertadores qualifiziertes Team des Campeonato Brasileiro Série A 2018              | Achtelfinale     |
| Brasilien 6 Startplätze   | FC Santos                              | Zweitbestes nicht für die Copa Libertadores qualifiziertes Team des Campeonato Brasileiro Série A 2018         | 1. Runde         |
| Brasilien 6 Startplätze   | EC Bahia                               | Drittbestes nicht für die Copa Libertadores qualifiziertes Team des Campeonato Brasileiro Série A 2018         | 1. Runde         |
| Brasilien 6 Startplätze   | Fluminense Rio de Janeiro              | Viertbestes nicht für die Copa Libertadores qualifiziertes Team des Campeonato Brasileiro Série A 2018         | Viertelfinale    |
| Brasilien 6 Startplätze   | Corinthians São Paulo                  | Fünftbestes nicht für die Copa Libertadores qualifiziertes Team des Campeonato Brasileiro Série A 2018         | Halbfinale       |
| Brasilien 6 Startplätze   | Chapecoense                            | Sechstbestes nicht für die Copa Libertadores qualifiziertes Team des Campeonato Brasileiro Série A 2018        | 1. Runde         |
| Chile 4 Startplätze       | CD Antofagasta                         | Bestes nicht für die Copa Libertadores qualifiziertes Team der Primera División de Chile 2018                  | 1. Runde         |
| Chile 4 Startplätze       | CSD Colo-Colo                          | Zweitbestes nicht für die Copa Libertadores qualifiziertes Team der Primera División de Chile 2018             | 1. Runde         |
| Chile 4 Startplätze       | Unión La Calera                        | Drittbestes nicht für die Copa Libertadores qualifiziertes Team der Primera División de Chile 2018             | 2. Runde         |
| Chile 4 Startplätze       | Unión Española                         | Viertbestes nicht für die Copa Libertadores qualifiziertes Team der Primera División de Chile 2018             | 2. Runde         |
| Ecuador 4 Startplätze     | Universidad Católica del Ecuador       | Bestes nicht für die Copa Libertadores qualifiziertes Team der Gesamttabelle der Serie A 2018                  | Achtelfinale     |
| Ecuador 4 Startplätze     | CSD Macará                             | Zweitbestes nicht für die Copa Libertadores qualifiziertes Team der Gesamttabelle der Serie A 2018             | 2. Runde         |
| Ecuador 4 Startplätze     | Independiente del Valle                | Drittbestes nicht für die Copa Libertadores qualifiziertes Team der Gesamttabelle der Serie A 2018             | Gewinner         |
| Ecuador 4 Startplätze     | Mushuc Runa Sporting Club              | Gewinner des Spiels um die Teilnahme an der Copa Sudamericana                                                  | 1. Runde         |
| Kolumbien 4 Startplätze   | Once Caldas                            | Bestes nicht für die Copa Libertadores qualifiziertes Team der Gesamttabelle der Categoría Primera A 2018      | 1. Runde         |
| Kolumbien 4 Startplätze   | La Equidad                             | Zweitbestes nicht für die Copa Libertadores qualifiziertes Team der Gesamttabelle der Categoría Primera A 2018 | Viertelfinale    |
| Kolumbien 4 Startplätze   | Rionegro Águilas                       | Drittbestes nicht für die Copa Libertadores qualifiziertes Team der Gesamttabelle der Categoría Primera A 2018 | 2. Runde         |
| Kolumbien 4 Startplätze   | Deportivo Cali                         | Viertbestes nicht für die Copa Libertadores qualifiziertes Team der Gesamttabelle der Categoría Primera A 2018 | 2. Runde         |
| Paraguay 4 Startplätze    | Club Sol de América                    | Bestes nicht für die Copa Libertadores qualifiziertes Team der Gesamttabelle der Primera División 2018         | 2. Runde         |
| Paraguay 4 Startplätze    | Independiente de Campo Grande          | Zweitbestes nicht für die Copa Libertadores qualifiziertes Team der Gesamttabelle der Primera División 2018    | 1. Runde         |
| Paraguay 4 Startplätze    | Club Deportivo Santaní                 | Drittbestes nicht für die Copa Libertadores qualifiziertes Team der Gesamttabelle der Primera División 2018    | 2. Runde         |
| Paraguay 4 Startplätze    | Club Guaraní                           | Gewinner der Copa Paraguay 2018                                                                                | 1. Runde         |
| Peru 4 Startplätze        | Deportivo Municipal                    | Bestes nicht für die Copa Libertadores qualifiziertes Team der Gesamttabelle der Primera División 2018         | 1. Runde         |
| Peru 4 Startplätze        | Sport Huancayo                         | Zweitbestes nicht für die Copa Libertadores qualifiziertes Team der Gesamttabelle der Primera División 2018    | 1. Runde         |
| Peru 4 Startplätze        | Club Universidad Técnica de Cajamarca  | Drittbestes nicht für die Copa Libertadores qualifiziertes Team der Gesamttabelle der Primera División 2018    | 1. Runde         |
| Peru 4 Startplätze        | Escuela Municipal Deportivo Binacional | Viertbestes nicht für die Copa Libertadores qualifiziertes Team der Gesamttabelle der Primera División 2018    | 1. Runde         |
| Uruguay 4 Startplätze     | CA Cerro                               | Bestes nicht für die Copa Libertadores qualifiziertes Team der Gesamttabelle der Primera División 2018         | 2. Runde         |
| Uruguay 4 Startplätze     | Liverpool Montevideo                   | Zweites nicht für die Copa Libertadores qualifiziertes Team der Gesamttabelle der Primera División 2018        | 2. Runde         |
| Uruguay 4 Startplätze     | Montevideo Wanderers                   | Drittbestes nicht für die Copa Libertadores qualifiziertes Team der Gesamttabelle der Primera División 2018    | Achtelfinale     |
| Uruguay 4 Startplätze     | River Plate Montevideo                 | Viertbestes nicht für die Copa Libertadores qualifiziertes Team der Gesamttabelle der Primera División 2018    | 2. Runde         |
| Venezuela 4 Startplätze   | Zulia FC                               | Gewinner der Copa Venezuela 2018                                                                               | Viertelfinale    |
| Venezuela 4 Startplätze   | AC Mineros de Guayana                  | Vizemeister des Torneo Apertura 2018                                                                           | 1. Runde         |
| Venezuela 4 Startplätze   | Monagas SC                             | Bestes nicht für die Copa Libertadores qualifiziertes Team des Torneo Clausura 2018                            | 1. Runde         |
| Venezuela 4 Startplätze   | Estudiantes de Mérida                  | Bestes nicht für die Copa Libertadores qualifiziertes Team der Gesamttabelle der Primera División 2018         | 1. Runde         |

Zusätzlich kommen folgende ausgeschiedene Teams aus der Copa Libertadores dazu.
| Beste der in der 3. Qualifikationsrunde der Copa Libertadores 2019 ausgeschiedenen Teams | Ergebnis     |
| ---------------------------------------------------------------------------------------- | ------------ |
| Atlético Nacional                                                                        | 2. Runde     |
| FC Caracas                                                                               | Achtelfinale |
| Drittplatzierte Teams der Gruppenphase der Copa Libertadores 2019                        | Ergebnis     |
| Atlético Mineiro                                                                         | Halbfinale   |
| CD Palestino                                                                             | 2. Runde     |
| Deportivo Lara                                                                           | 2. Runde     |
| Peñarol Montevideo                                                                       | Achtelfinale |
| FBC Melgar                                                                               | 2. Runde     |
| CD Universidad Católica                                                                  | 2. Runde     |
| Sporting Cristal                                                                         | Achtelfinale |
| Deportes Tolima                                                                          | 2. Runde     |

## Modus
Der Wettbewerb wurde im reinen K.-o.-System mit Hin- und Rückspiel ausgetragen, vor dem Achtelfinale gab es zwei Runden. Das Finale wurde auf Beschluss der CONMEBOL erstmals in nur einem Spiel entschieden. In der 1. Runde starteten die 44 direkt qualifizierten Teilnehmer aus allen 10 Mitgliedsländern der CONMEBOL. In der 2. Runde kamen zu den 22 Siegern der 1. Runde die 10 Teams aus der Copa Libertadores hinzu. Diese setzten sich aus den zwei besten Verlieren der 3. Qualifikationsrunde und den 8 Gruppendritten der Gruppenphase zusammen. Der Titelverteidiger nahm nicht am Wettbewerb teil, da er automatisches Startrecht in der parallel ausgetragenen Copa Libertadores hatte. Bei Punkt- und Torgleichheit galt die Auswärtstorregel. War auch die Zahl der auswärts erzielten Tore gleich, folgte im Anschluss an das Rückspiel unmittelbar ein Elfmeterschießen.

## 1. Runde
Teilnehmer waren je sechs Mannschaften aus Argentinien und Brasilien sowie je vier Mannschaften aus den übrigen acht Ländern Südamerikas. Die Auslosung fand am 17. Dezember 2018 statt, die Spiele fanden zwischen dem 5. Februar und dem 3. Mai 2019 statt.
| Datum       |                                  | Gesamt          |                                        | Hinspiel | Rückspiel |
| ----------- | -------------------------------- | --------------- | -------------------------------------- | -------- | --------- |
| 05.2./19.2. | Unión La Calera                  | (a)1:1 (a)      | Chapecoense                            | 0:0      | 1:1       |
| 06.2./20.2. | Botafogo FR                      | 4:0             | CSD Defensa y Justicia                 | 1:0      | 3:0       |
| 07.2./21.2. | EC Bahia                         | 0:1             | Liverpool Montevideo                   | 0:1      | 0:0       |
| 07.2./21.2. | Club Deportivo Santaní           | 3:1             | Once Caldas                            | 1:1      | 2:0       |
| 12.2./26.2. | River Plate Montevideo           | (a)1:1(a)       | FC Santos                              | 0:0      | 1:1       |
| 12.2./28.2. | CSD Macará                       | 5:1             | Club Deportivo Guabirá                 | 2:1      | 3:0       |
| 14.2./27.2. | Corinthians São Paulo            | 2:2 (5:4 i. E.) | Racing Club                            | 1:1      | 1:1       |
| 14.2./27.2. | Royal Pari FC                    | 3:3 (4:2 i. E.) | Monagas SC                             | 2:1      | 1:2       |
| 26.2./21.3. | Fluminense Rio de Janeiro        | 2:1             | CD Antofagasta                         | 0:0      | 2:1       |
| 19.3./16.4. | Deportivo Municipal              | 0:5             | CA Colón                               | 0:3      | 0:2       |
| 19.3./16.4. | Nacional Potosí                  | 1:1 (0:2 i. E.) | Zulia FC                               | 0:1      | 1:0       |
| 19.3./18.4. | Unión Española                   | 2:2 (6:5 i. E.) | Mushuc Runa Sporting Club              | 1:1      | 1:1       |
| 20.3./16.4. | Independiente de Campo Grande    | 0:0 (3:4 i. E.) | La Equidad                             | 0:0      | 0:0       |
| 20.3./17.4. | Unión de Santa Fe                | 2:2 (2:4 i. E.) | Independiente del Valle                | 2:0      | 0:2       |
| 21.3./17.4. | Rionegro Águilas                 | 2:2 (3:0 i. E.) | Oriente Petrolero                      | 1:1      | 1:1       |
| 21.3./18.4. | Montevideo Wanderers             | 3:1             | Sport Huancayo                         | 2:0      | 1:1       |
| 02.4./30.4. | Universidad Católica del Ecuador | 1:1 (3:0 i. E.) | CSD Colo-Colo                          | 0:1      | 1:0       |
| 03.4./30.4. | Universidad Técnica de Cajamarca | 2:4             | CA Cerro                               | 1:1      | 1:3       |
| 02.4./01.5. | AC Mineros de Guayana            | 1:1 (3:4 i. E.) | Club Sol de América                    | 1:0      | 0:1       |
| 03.4./01.5. | CA Independiente                 | 6:2             | Escuela Municipal Deportivo Binacional | 4:1      | 2:1       |
| 04.4./08.5. | Argentinos Juniors               | 2:1             | Estudiantes de Mérida                  | 2:0      | 0:1       |
| 04.4./02.5. | Deportivo Cali                   | 1:1 (4:1 i. E.) | Club Guaraní                           | 1:0      | 0:1       |

## 2. Runde
Teilnehmer waren die 22 Gewinner der 1. Runde und die zehn ausgeschiedenen Mannschaften aus der Copa Libertadores 2019.
| Datum       |                                  | Gesamt          |                         | Hinspiel | Rückspiel |
| ----------- | -------------------------------- | --------------- | ----------------------- | -------- | --------- |
| 21.5./28.5. | River Plate Montevideo           | 1:3             | CA Colón                | 0:0      | 1:3       |
| 21.5./28.5. | Rionegro Águilas                 | 3:4             | CA Independiente        | 3:2      | 0:2       |
| 21.5./28.5. | Unión La Calera                  | 1:1 (0:3 i. E.) | Atlético Mineiro        | 1:0      | 0:1       |
| 21.5./28.5. | Unión Española                   | 0:6             | Sporting Cristal        | 0:3      | 0:3       |
| 21.5./28.5. | Universidad Católica del Ecuador | 6:0             | FBC Melgar              | 6:0      | 0:0       |
| 21.5./29.5. | Royal Pari FC                    | (a)3:3 (a)      | CSD Macará              | 1:0      | 2:3       |
| 22.5./28.5. | Liverpool Montevideo             | 1:2             | FC Caracas              | 1:0      | 0:2       |
| 22.5./29.5. | Zulia FC                         | 3:1             | CD Palestino            | 2:1      | 1:0       |
| 22.5./29.5. | Deportivo Cali                   | 1:3             | Peñarol Montevideo      | 1:1      | 0:2       |
| 22.5./29.5. | La Equidad                       | 4:1             | Club Deportivo Santaní  | 2:0      | 2:1       |
| 22.5./29.5. | Club Sol de América              | 0:5             | Botafogo FR             | 0:1      | 0:4       |
| 23.5./29.5. | Fluminense Rio de Janeiro        | 4:2             | Atlético Nacional       | 4:1      | 0:1       |
| 23.5./30.5. | Corinthians São Paulo            | 4:0             | Deportivo Lara          | 2:0      | 2:0       |
| 23.5./30.5. | Montevideo Wanderers             | 1:0             | CA Cerro                | 0:0      | 1:0       |
| 23.5./30.5. | Independiente del Valle          | 7:3             | CD Universidad Católica | 5:0      | 2:3       |
| 23.5./30.5. | Argentinos Juniors               | 1:0             | Deportes Tolima         | 1:0      | 0:0       |

## Finalrunde

### Turnierplan
|  | Achtelfinale              | Achtelfinale            | Achtelfinale |                           |   | Viertelfinale | Viertelfinale | Viertelfinale |  |  | Halbfinale | Halbfinale | Halbfinale |  |  | Finale | Finale |  |
|  |                           |                         |              |                           |   |               |               |               |  |  |            |            |            |  |  |        |        |  |
|  | Botafogo FR               | 0                       | 0            |                           |   |               |               |               |  |  |            |            |            |  |  |        |        |  |
|  | Atlético Mineiro          | 1                       | 2            |                           |   |               |               |               |  |  |            |            |            |  |  |        |        |  |
|  | Atlético Mineiro          | 1                       | 2            | Atlético Mineiro          | 2 | 3             |               |               |  |  |            |            |            |  |  |        |        |  |
|  |                           |                         |              | Atlético Mineiro          | 2 | 3             |               |               |  |  |            |            |            |  |  |        |        |  |
|  |                           | La Equidad              | 1            | 1                         |   |               |               |               |  |  |            |            |            |  |  |        |        |  |
|  | Royal Pari FC             | La Equidad              | 1            | 1                         | 1 | 1             |               |               |  |  |            |            |            |  |  |        |        |  |
|  | Royal Pari FC             |                         |              |                           | 1 | 1             |               |               |  |  |            |            |            |  |  |        |        |  |
|  | La Equidad                | 2                       | 2            |                           |   |               |               |               |  |  |            |            |            |  |  |        |        |  |
|  | La Equidad                | 2                       | 2            | Atlético Mineiro          | 1 | 2 (3)         |               |               |  |  |            |            |            |  |  |        |        |  |
|  |                           |                         |              |                           |   |               |               |               |  |  |            |            |            |  |  |        |        |  |
|  |                           | CA Colón                | 2            | 1 (4)                     |   |               |               |               |  |  |            |            |            |  |  |        |        |  |
|  | Zulia FC                  | CA Colón                | 2            | 1 (4)                     | 1 | 2             |               |               |  |  |            |            |            |  |  |        |        |  |
|  | Zulia FC                  |                         |              |                           | 1 | 2             |               |               |  |  |            |            |            |  |  |        |        |  |
|  | Sporting Cristal          | 0                       | 3            |                           |   |               |               |               |  |  |            |            |            |  |  |        |        |  |
|  | Sporting Cristal          | 0                       | 3            | Zulia FC                  | 1 | 0             |               |               |  |  |            |            |            |  |  |        |        |  |
|  |                           |                         |              | Zulia FC                  | 1 | 0             |               |               |  |  |            |            |            |  |  |        |        |  |
|  |                           | CA Colón                | 0            | 4                         |   |               |               |               |  |  |            |            |            |  |  |        |        |  |
|  | CA Colón                  | CA Colón                | 0            | 4                         | 0 | 1 (4)         |               |               |  |  |            |            |            |  |  |        |        |  |
|  | CA Colón                  |                         |              |                           | 0 | 1 (4)         |               |               |  |  |            |            |            |  |  |        |        |  |
|  | Argentinos Juniors        | 1                       | 0 (3)        |                           |   |               |               |               |  |  |            |            |            |  |  |        |        |  |
|  | Argentinos Juniors        | 1                       | 0 (3)        | CA Colón                  | 1 |               |               |               |  |  |            |            |            |  |  |        |        |  |
|  |                           |                         |              |                           |   |               |               |               |  |  |            |            |            |  |  |        |        |  |
|  |                           | Independiente del Valle | 3            |                           |   |               |               |               |  |  |            |            |            |  |  |        |        |  |
|  | CA Independiente          | Independiente del Valle | 3            | 1                         | 2 |               |               |               |  |  |            |            |            |  |  |        |        |  |
|  | CA Independiente          |                         |              |                           | 2 |               |               |               |  |  |            |            |            |  |  |        |        |  |
|  | Universidad Católica      | 0                       | 3            |                           |   |               |               |               |  |  |            |            |            |  |  |        |        |  |
|  | Universidad Católica      | 0                       | 3            | CA Independiente          | 2 | 0             |               |               |  |  |            |            |            |  |  |        |        |  |
|  |                           |                         |              | CA Independiente          | 2 | 0             |               |               |  |  |            |            |            |  |  |        |        |  |
|  |                           | Independiente del Valle | 1            | 1                         |   |               |               |               |  |  |            |            |            |  |  |        |        |  |
|  | FC Caracas                | Independiente del Valle | 1            | 1                         | 0 | 0             |               |               |  |  |            |            |            |  |  |        |        |  |
|  | FC Caracas                |                         |              |                           | 0 | 0             |               |               |  |  |            |            |            |  |  |        |        |  |
|  | Independiente del Valle   | 0                       | 2            |                           |   |               |               |               |  |  |            |            |            |  |  |        |        |  |
|  | Independiente del Valle   | 0                       | 2            | Independiente del Valle   | 2 | 2             |               |               |  |  |            |            |            |  |  |        |        |  |
|  |                           |                         |              |                           |   |               |               |               |  |  |            |            |            |  |  |        |        |  |
|  |                           | Corinthians São Paulo   | 0            | 2                         |   |               |               |               |  |  |            |            |            |  |  |        |        |  |
|  | Peñarol Montevideo        | Corinthians São Paulo   | 0            | 2                         | 1 | 1             |               |               |  |  |            |            |            |  |  |        |        |  |
|  | Peñarol Montevideo        |                         |              |                           | 1 | 1             |               |               |  |  |            |            |            |  |  |        |        |  |
|  | Fluminense Rio de Janeiro | 2                       | 3            |                           |   |               |               |               |  |  |            |            |            |  |  |        |        |  |
|  | Fluminense Rio de Janeiro | 2                       | 3            | Fluminense Rio de Janeiro | 0 | 1             |               |               |  |  |            |            |            |  |  |        |        |  |
|  |                           |                         |              | Fluminense Rio de Janeiro | 0 | 1             |               |               |  |  |            |            |            |  |  |        |        |  |
|  |                           | Corinthians São Paulo   | 0            | 1                         |   |               |               |               |  |  |            |            |            |  |  |        |        |  |
|  | Corinthians São Paulo     | Corinthians São Paulo   | 0            | 1                         | 2 | 2             |               |               |  |  |            |            |            |  |  |        |        |  |
|  | Corinthians São Paulo     |                         |              |                           | 2 | 2             |               |               |  |  |            |            |            |  |  |        |        |  |
|  | Montevideo Wanderers      | 0                       | 1            |                           |   |               |               |               |  |  |            |            |            |  |  |        |        |  |

### Achtelfinale
Die Spiele fanden zwischen dem 9. Juli und dem 1. August 2019 statt.
|                       | Gesamt          |                                  | Hinspiel  | Rückspiel |
| --------------------- | --------------- | -------------------------------- | --------- | --------- |
| Corinthians São Paulo | 4:1             | Montevideo Wanderers             | 2:0 (1:0) | 2:1 (0:0) |
| Peñarol Montevideo    | 2:5             | Fluminense Rio de Janeiro        | 1:2 (0:1) | 1:3 (0:2) |
| CA Independiente      | (a) 3:3(a)      | Universidad Católica del Ecuador | 1:0 (0:0) | 2:3 (0:1) |
| FC Caracas            | 0:2             | Independiente del Valle          | 0:0       | 0:2 (0:0) |
| CA Colón              | 1:1 (4:3 i. E.) | Argentinos Juniors               | 0:1 (0:1) | 1:0 (0:0) |
| Zulia FC              | (a) 3:3(a)      | Sporting Cristal                 | 1:0 (0:0) | 2:3 (1:0) |
| Botafogo FR           | 0:3             | Atlético Mineiro                 | 0:1 (0:1) | 0:2 (0:0) |
| Royal Pari FC         | 2:4             | La Equidad                       | 1:2 (1:0) | 1:2 (1:0) |

### Viertelfinale
Die Spiele fanden zwischen dem 6. und dem 22. August 2019 statt.
|                       | Gesamt     |                           | Hinspiel  | Rückspiel |
| --------------------- | ---------- | ------------------------- | --------- | --------- |
| CA Independiente      | (a) 2:2(a) | Independiente del Valle   | 2:1 (0:0) | 0:1 (0:0) |
| Zulia FC              | 1:4        | CA Colón                  | 1:0 (0:0) | 0:4 (0:0) |
| Corinthians São Paulo | (a) 1:1(a) | Fluminense Rio de Janeiro | 0:0       | 1:1 (0:0) |
| Atlético Mineiro      | 5:2        | La Equidad                | 2:1 (1:1) | 3:1 (0:1) |

### Halbfinale
Die Spiele wurden am 18. und 19. September sowie am 25. und 26. September 2019 ausgetragen.
|                       | Gesamt          |                         | Hinspiel  | Rückspiel |
| --------------------- | --------------- | ----------------------- | --------- | --------- |
| CA Colón              | 3:3 (4:3 i. E.) | Atlético Mineiro        | 2:1 (0:1) | 1:2 (1:0) |
| Corinthians São Paulo | 2:4             | Independiente del Valle | 0:2 (0:1) | 2:2 (0:1) |

### Finale
| Independiente del Valle                                    | Independiente del Valle | CA Colón | CA Colón |
| ---------------------------------------------------------- | --- | --- | -------- |
| Independiente del Valle                                    | \| 9. November 2019 in Asunción (Estadio General Pablo Rojas) \| \| Ergebnis: 3:1 (2:0) \| \| Schiedsrichter: Raphael Claus ( Brasilien) \| \| Spielbericht \| | \| 9. November 2019 in Asunción (Estadio General Pablo Rojas) \| \| Ergebnis: 3:1 (2:0) \| \| Schiedsrichter: Raphael Claus ( Brasilien) \| \| Spielbericht \| | CA Colón |
| Independiente del Valle                                    | 14 Jorge Pinos – 27 Fernando León, 5 Richard Schunke, 4 Anthony Landazuri, 2 Luis Segovia – 16 Cristian Pellerano – 11 Cristian Dájome, 21 Alan Franco, 10 Efrén Mera 79., 15 Jhon Jairo Sánchez 74. – 8 Gabriel Torres 85. Reserve 13 Hamilton Piedra, 6 Bryan Rivera, 17 Ángelo Preciado, 18 Leonardo Realpe, 23 Dani Nieto, 24 Roberto Garcés 79., 7 Washington Corozo 85., 9 Alejandro Cabeza 74., 20 Juan Govea Cheftrainer: Miguel Ángel Ramírez | 1 Leonardo Burián – 24 Guillermo Ortiz, 6 Emanuel Olivera, 19 Alex Vigo 65., 13 Gonzalo Escobar 69. – 8 Fernando Zuqui, 21 Federico Lértora, 23 Christian Bernardi 76., 28 Marcelo Estigarribia – 27 Wilson Morelo, 10 Luis Rodríguez Reserve 2 Lucas Acevedo, 3 Gastón Díaz, 5 Matías Fritzler, 7 Nicolás Leguizamón, 12 Tomás Chancalay 76., 14 Santiago Pierotti, 15 Damián Schmidt, 16 Franco Quiroz, 17 Ignacio Chicco, 25 Brian Farioli, 29 Jorge Ortega 69., 30 Gabriel Esparza 69. Cheftrainer: Pablo Lavallén | CA Colón |
| Independiente del Valle                                    | 1:0 Fernando León (24.) 2:0 Jhon Jairo Sánchez (41.) 3:1 Cristian Dájome (90.+5') | 2:1 Emanuel Olivera (88.) | CA Colón |
| Independiente del Valle                                    | Landazuri (49.), Dájome (75.) | | CA Colón |
| 9. November 2019 in Asunción (Estadio General Pablo Rojas) | | |          |
| Ergebnis: 3:1 (2:0)                                        | | |          |
| Schiedsrichter: Raphael Claus ( Brasilien)                 | | |          |
| Spielbericht                                               | | |          |

## Beste Torschützen
Nachfolgend sind die besten Torschützen aufgeführt. Sie sind zunächst nach Anzahl ihrer Treffer, bei gleicher Torzahl alphabetisch sortiert.
Stand: 10. November 2019
| Rang | Spieler                | Klub                    | Tore |
| ---- | ---------------------- | ----------------------- | ---- |
| 1    | Silvio Ezequiel Romero | CA Independiente        | 5    |
| 2    | Alejandro Cabeza       | Independiente del Valle | 4    |
|      | Cristian Dájome        | Independiente del Valle | 4    |
|      | Erik Lima              | Botafogo FR             | 4    |
|      | Brayan Moya            | Zulia FC                | 4    |
|      | Luis Rodríguez         | CA Colón                | 4    |
|      | Vágner Love            | Corinthians São Paulo   | 4    |